# Olympique Lyonnais 1953-1954
Questa voce raccoglie le informazioni riguardanti l'Olympique Lyonnais nelle competizioni ufficiali della stagione 1953-1954.

## Maglie
Per la prima volta nella storia del club viene utilizzata una maglia di colore bianco, caratterizzata da una banda rossa e blu all'altezza delle scapole e lo stemma della città di Lione. I calzoncini sono blu.
| Manica sinistra · Maglietta · Maglietta · Manica destra · Pantaloncini · Calzettoni |

## Rosa
| N. |                      | Ruolo | Calciatore        |
| -- | -------------------- | ----- | ----------------- |
|    | Francia (bandiera)   | P     | Marcel Duval      |
|    | Francia (bandiera)   | P     | Henri Marin       |
|    | Francia (bandiera)   | D     | Gilbert Bonvin    |
|    | Francia (bandiera)   | D     | Jean Belver       |
|    | Francia (bandiera)   | D     | Gilbert Bonvin    |
|    | Francia (bandiera)   | D     | Marcel Nowak      |
|    | Francia (bandiera)   | C     | Raymond Dutto     |
|    | Francia (bandiera)   | C     | André Lerond      |
|    | Svezia (bandiera)    | C     | Åke Hjalmarsson   |
|    | Danimarca (bandiera) | C     | Erik Kuld Jensen  |
|    | Francia (bandiera)   | C     | Zbigniew Misiazek |

| N. |                      | Ruolo | Calciatore       |
| -- | -------------------- | ----- | ---------------- |
|    | Francia (bandiera)   | C     | Jean Manairaud   |
|    | Francia (bandiera)   | C     | René Monnet      |
|    | Francia (bandiera)   | C     | Camille Ninel    |
|    | Francia (bandiera)   | C     | Jean Paluch      |
|    | Francia (bandiera)   | C     | Joseph Piatek    |
|    | Danimarca (bandiera) | A     | Kaj Christiansen |
|    | Francia (bandiera)   | A     | Lucien Genet     |
|    | Francia (bandiera)   | A     | Michel Habera    |
|    | Francia (bandiera)   | A     | François Konrady |
|    | Francia (bandiera)   | A     | Louis Sarrin     |
|    | Francia (bandiera)   | A     | Ernest Schultz   |